# Сејалица
Сејалице спадају у групу машина за сетву и жетву. Правилно обављеном сетвом семе биљака се поставља у оптималне услове за раст и развој. Тиме се испуњава предуслов за постизање што већих приноса по јединици површине. Пре него што се приступи сетви, потребно је извршити више припремних радова. Земљиште мора бити добро припремљено за сетву. Површински слој земљишта треба да је уситњен и довољно дубок, тако да посејано семе има мек покривач и тврду постељицу. Растресито земљиште изнад положеног семена је повољно због лакшег клијања и ницања, а испод семена збијеније земљиште има добар капиларитет. Наведене предрадње обављају пољопривредне машине из исте групе под називом сетоспремачи.

## Циљеви сетве
Савремена агротехника треба да обезбеди:
- да се сетва обави у оптималном агротехничком року
- да дубина сетве буде уједначена
- да се семе равномерно распореди по површини како би се постигао одређен број биљака по јединици површине
- да се засеје одређена количина семена по јединици површине.

Сејалица треба да, осим наведених захтева, испуни и следеће:
- да не оштећује семе приликом сетве више од 1%
- да се прилагођава микрорељефу земљишта
- да се брзо може за одређену количину семена по хектару подесити потребан размак редова, дубина сетве и размак семена у реду код широкоредних култура
- да се може користити за сетву више врста биљака
- да се истовремено са сетвом може ђубрити и обавити заштита.

## Врсте сејалица
У зависности од потребе производње и сетве жељене културе, имамо и различине типове сејалица:
- Сејалице за сетву стрних жита
- Сејалице за сетву кукуруза и широкоредних култура.

### Сејалице за сетву стрних жита
Сејалице за сетву стрних жита имају широку примену. По конструкцији су различите и могу се користити и за сетву других култура (трава, пасуља и др). Зато су оне мање или више универзалне сејалице.
Према вучној снази разликују се:
- запрежне
- тракторске
- ручне сејалице.

Према прикопчавању на трактор могу бити:
- ношене
- вучене сејалице.

Према конструкцији могу бити:
- механичке
- механичко-пнеуматске сејалице.

Сејалица се састоји од: уређаја за прикопчавање, преносног механизма, рамске конструкције, точковца, сандука за семе, апарата за избацивање семена, луле за спровођење семена, улагача семена, маркера, уређаја за регулисање количине семена, уређаја за регулисање дубине сетве. Поред наведених делова, који су обавезни, сејалице могу бити опремљене и засунима за појединачно затварање лула, засуном за пражњење сандука, уређајем за електронску контролу сетве, мешачем семена, ланцима, бранама и дрљачама за затрпавање семена, нагазним точковима и др.

### Сејалице за сетву кукуруза и широкоредних култура
Сејалице за сетву кукуруза су прецизне сејалице за сетву семена различитих димензија и облика.
Осим кукуруза, ове сејалице могу сејати и друге широкоредне културе (пасуљ, соја, сунцокрет и др.). Конструкција сејалица омогућује прецизну сетву у редове. Комбинацијама међуредног растојања и размака зрна у реду постиже се оптималан распоред биљака. 
Сетвени уређај се састоји од сандука за семе, хоризонтално постављене сетвене плоче на дну сандука, носача сетвеног апарата, преносног механизма и санкастог улагача семена. Сетвена плоча је пластична и по ободу има 20 полукружних отвора. Током сетве се плоча окреће, семе из кутије упада у отворе на плочи (у сваки отвор по једно семе). Окретањем плоче семе се доноси до отвора на кутији где се налази ударач са опругом који семе потисне у улагач, одакле оно слободним падом упада у браздицу. Испред ударача се налази чистач који са плоче скида вишак семена и не дозвољава да у отвор на плочи упадне више од једног семена.